# Viguiera insignis
Viguiera insignis là một loài thực vật có hoa trong họ Cúc. Loài này được Miranda miêu tả khoa học đầu tiên năm 1944.